# John Kucera
John Kucera född 17 september 1984 i Calgary är en kanadensisk alpin skidåkare.
Kucera gjorde sin debut i världscupen i november 2004 på hemmaplan i Lake Louise. Två år senare vann han sin första världscupseger då han vann super-g i Lake Louise
Vid VM 2009 vann han guld i störtlopp

## Världscupsegrar
| Datu              | Plats       | Disciplin |
| ----------------- | ----------- | --------- |
| 26 november, 2006 | Lake Louise | Super-G   |